# Макканн, Ван
Ра́йан Э́ван Макка́нн (англ. Ryan "Van" Evan McCann; род. 1 августа 1992 года, Чешир, Англия), более известный как Ван Макка́нн — английский певец и музыкант, получивший известность благодаря группе Catfish And The Bottlemen.

## Биография
Ван Макканн родился в Чешире 1 августа 1992 года.
Отец назвал его в честь певца Вана Моррисона. Настоящее имя Вана — Райан.
С раннего детства он путешествовал по Австралии вместе с родителями — Бернардом и Мэри МакКаннами. Позже Ван с родителями переехал в Северный Уэльс, город Лландидно, где они сдавали номера в своей мини-гостинице.
Ван МакКанн — ребёнок, зачатый искусственным путём в пробирке. Когда его мать была молода, её сбила машина. Родители Вана предприняли множество попыток зачатия ребёнка, вложив в это дело немало средств, и когда они решили сделать последнюю попытку, на удачу зачали сына, которого назвали Райан. Ван в одной из своих песен зовет себя «test-tube baby», что в переводе с английского означает «ребёнок в пробирке».